# Saint-Nectaire (Puy-de-Dôme)
Saint-Nectaire település Franciaországban, Puy-de-Dôme megyében. Lakosainak száma 796 fő (2022. január 1.). Saint-Nectaire Aydat, Cournols, Grandeyrolles, Montaigut-le-Blanc, Murol, Olloix, Saint-Diéry, Saint-Victor-la-Rivière, Le Vernet-Sainte-Marguerite és Verrières községekkel határos.

## Népesség
A település népessége az elmúlt években az alábbi módon változott:
| Lakosok száma | 728  | 716  | 731  | 741  | 753  | 762  | 765  | 769  | 796  |
|               | 2013 | 2015 | 2016 | 2017 | 2018 | 2019 | 2020 | 2021 | 2022 |